# Sachen Kunga Nyingpo
Sachen Kunga Nyingpo (en tibetano: ས་ཆེན་ཀུན་དགའ་སྙིང་པོ་, wylie: Sa-chen Kun-dga’ Snying-po) (1092–1158) Líder espiritual tibetano y el primero de los Cinco Patriarcas de la tradición Sakya. Fue el 3.er sostenedor del trono Sakyapa y el hijo de Khön Konchok Gyalpo (1034–1102) quién fue el primer Sakya Trizin y fundador del primer monasterio Sakya en Tíbet en el año 1073.
Sachen Kunga Nyingpo, hijo de Khön Konchok Gyalpo y emanación de Manjushri, nació en 1092. Desde edad temprana mostró grandes signos de sabiduría. A la edad de 12 años bajo la guía de su Guru Bari Lotsava, se desempeñó en la meditación de un punto en Manjushri. Luego de meditar continuamente durante seis meses, Manjushri se apareció frente a él y le dio la enseñanza que es llamada  "partiendo de los cuatro apegos":
- Si te aferras a esta vida, entonces no eres un prácticamente de dharma;
- Si te aferras a la rueda de la existencia, entonces no poseés renunciación (nekkhamma);
- Si solo miras tus propios intereses, entonces no poseés bodhichitta;
- Si sobrevienen las emociones, entonces no poseés visión.

Sachen instantáneamente se dio cuenta de que esta enseñanza contenía la esencia de El Camino de la Perfección. Fue un estricto vegetariano y recibió enseñanzas e iniciaciones de sutra y tantras por parte de grandes maestros, incluyendo su padre y Virupa. Fue un hombre de inmensa virtud y bodhicitta, tuvo una inconmensurable fe en su práctica y fue un gran maestro de Dharma.
Sachen transmitió todas las doctrinas a sus dos hijos, Sonam Tsemo y Drakpa Gyaltsen. Murió a la edad de 67 años en 1158, cuando sus cuatro emanaciones partieron a cuatro tierras pursa para el beneficion de los seres sintientes.